# 欧洲谷站
欧洲谷站（法語：Gare du Val d'Europe）是位于法国巴黎东郊塞纳－马恩省市镇谢西、塞里斯和蒙泰夫兰之间的快速铁路车站，在法兰西岛大区快速铁路A4支线上。

## 历史

### 乘客流量
据巴黎大众运输公司（RATP）的数据，2011年欧洲谷站的入站乘客总人次数为3161331人次。

## 服务
欧洲谷站在正常时段的发车频率是10分钟一班，高峰时期的发车频率是每小时6至12班次。晚间的发车频率是15分钟或30分钟一班。从欧洲谷到巴黎中心地区的沙特莱-大堂站需要约35分钟，到商务区拉德芳斯站需要约45分钟。

## 换乘路线
欧洲谷站位于巴黎五环（zone 5）。除了高速列车（LGV）以外，车站口有接驳邻近地区的公交车线路（包括夜间公交线路）：
- PEP'S公交线路： 6，32，34，42，43，44，P
- 塞纳-马恩快线公交： 16，18，69
- Pays créçois公交线路： 6，19
- 晚间公交线路（Noctilien）： N130